# Окремі сфери
Термін «окремі сфери» (англ. separate spheres) або дихотомія «домашнє-публічне», «дім-соціум» (англ. domestic–public dichotomy) стосується соціального явища в сучасних суспільствах, яке характеризується емпіричним поділом між побутовою (приватною) сферою та публічною (соціальною) сферою. Цей поділ є сексистським і часто розглядається як підтримка патріархальних ідеологій, які створюють чи посилюють поділ між сферами та обмежують жінок у побутовій/приватній сфері.
Патріархальна ідеологія «окремих сфер», що базується насамперед на уявленнях про біологічно визначені гендерні ролі та/або патріархальній релігійній доктрині, стверджує, що жінки повинні уникати публічної сфери – сфери політики, оплачуваної роботи, торгівлі та права. Відповідна ж сфера для жінок ― це сфера домашнього життя, орієнтована на догляд за дітьми, ведення домашнього господарства та релігію.
В Європі та Північній Америці ідеалізація окремих сфер виникла під час промислової революції. Однак їх існування має набагато довшу історію.

## Історія
Ідея про те, що жінки повинні населяти окрему побутову сферу, існувала у західній думці століттями, поширюючись ще серед стародавних греків. У «Політиці» Арістотель описав дві окремі сфери грецького суспільства ― дім (ойкос) і місто (поліс). Дехто трактував його погляди як обмеження жінок у приватній сфері, тоді як чоловіки мали займати публічну сферу полісу. Дискусії щодо "належних" ролей жінок і чоловіків тривали протягом усієї античності.
Сучасна ідеологія окремих сфер виникла на хвилі промислової революції. До індустріалізації західного світу, члени сім'ї працювали пліч-о-пліч, і робоче місце знаходилось переважно в будинку та навколо нього. З переходом від домашнього до заводського виробництва чоловіки залишали дім, щоб продати свою робочу силу за заробітну плату, а жінки лишалися вдома для виконання неоплачуваних домашніх робіт. Ідеологія окремих сфер відображала і сприяла цим змінам. У той же час Просвітництво та Французька революція сприяли поширенню ідей свободи, рівності та політичних прав, але на практиці у таких правах відмовляли жінкам, яких вважали належними до іншої соціальної сфери. Письменниці-феміністки, такі як Олімпія де Гуж, Мері Волстоункрафт і Люсі Стоун, вимагали політичної рівності як для жінок, так і для чоловіків, і різко критикували ідеали «окремої сфери», яка обмежувала жінок виключно побутом. Такі теоретики, як Фрідріх Енгельс та Карл Маркс, стверджували, що після піднесення капіталізму будинок втратив контроль над засобами виробництва і, отже, став приватною, окремою сферою. В результаті, стверджував Енгельс, жінки були виключені з участі безпосередньо у виробничому процесі та переведені у підпорядковану побутову сферу.
Ще одним великим коментатором сучасної ідеї «окремих сфер» був французький політичний мислитель Алексіс де Токвіль. У книзі "Демократія в Америці" (1840), у главі «Як американці розуміють рівність статей» він писав: «Ні в одній країні так постійно не піклувались, як в Америці, щоб простежити дві чітко відмінні лінії дій для обох статей і змусити їх йти в ногу одна з одною, але двома шляхами, які завжди відрізняються». Він зазначив, що, зокрема, одружені жінки зазнають багатьох обмежень: "Незалежність жінки безповоротно втрачається в шлюбних зв'язках", додавши, що «в Сполучених Штатах невблаганна думка громадськості ретельно обмежує жінку в вузьке коло внутрішніх інтересів та обов'язків і забороняє їй виходити за межі цього». Токвіль вважав окремі сфери жінок та чоловіків позитивним розвитком, аргументуючи: хоча жінки США перебувають у вузькому колі домашнього життя, і їхнє становище в деякому відношенні є надзвичайно залежним, я ніде не бачив, щоб жінки займали вищі позиції; і якби мене запитали ... до чого слід головним чином віднести особливе процвітання та зростаючу силу цих людей, я повинен відповісти, — до переваги їхніх жінок.
«Загадка жіночності» Бетті Фрідан стверджувала, що жінки змушені покладатися на своїх чоловіків і дітей як на єдине джерело своєї особистості завдяки історично побудованій гнітючій парадигмі, а не будь-якій «внутрішній» схильності. Спираючись на Фрідан, історик Барбара Велтер визначила «Культ справжньої жіночності», ідеал жіночності, поширений серед вищих і середніх класів у 19 столітті. «Справжні жінки» мали бути побожними, чистими, покірними та домашніми. Зокрема, домогосподарство розглядалося як жіноча гідність, оскільки будинок вважався належною сферою для жінки. На відміну від Токвіля, Велтер та інші історики 20 століття критично ставилися до ідеології окремих сфер, розглядаючи її як джерело зневаження жінок.
У роботі «Жінка, культура і суспільство» (1974) Мішель Розальдо наголошує на ідеї, що ці окремі сфери можна пояснити з точки зору дихотомії, в тому сенсі, що ці гендерно-орієнтовані сфери розглядаються настільки окремо, що це лише підсилює ідеологію розмежування статей та нерівність. Діяльність чоловіків, на відміну від жіочої, вважалася такою, що має більшу цінність і робить великий внесок у суспільство. Навпаки, так звані простіші ролі жінки в хатній роботі та вихованні дітей були набагато меншими. Розальдо стверджує «універсальну асиметрію» між статями, яка в першу чергу спричинила ці поділи.
Однак ця модель була оскаржена дослідниками в цій галузі з аргументом, що сфери не можуть бути окреслені такими спрощеними термінами. Співредактор «Жінка, культура і суспільство» Луїс Ламфере розбиває модель Розальдо і обговорює сфери по-різному. Ламфере в першу чергу розвіює концепцію "загальної асиметрії", шукаючи доказів у різних суспільствах по всьому світу. Навіть у деяких близькосхідних культурах, які ставлять жінок у крайні позиції підпорядкування, модель не може бути так легко застосована. Це пов’язано з тим, що побутова та суспільна сфери майже завжди якимось чином перекриваються, незалежно від культурного жіночого підпорядкування чи навіть егалітаризму. Жінки виходять у публічні простори, щоб виконувати певні обов'язки, які входять до їхніх домашніх обов'язків. Чоловіки повинні повернутися в приватний або побутовий простір, щоб врешті принести додому здобич своєї праці в державній сфері. У цьому сенсі існують дві окремі сфери, створені та реалізовані гендерними ідеологіями; але вони не є дихотомічними. Вони, натомість, утворюють цілісну систему життя в суспільстві, що різниться лише за рівнем інтенсивності від культури до культури.
За словами Кері Франклін, рух за права жінок у середині 60-х пропонував досягти справжньої рівності між статями. У 1966 р. Національна організація для жінок (NOW) домагалася рівності жінок у суспільстві та на робочому місці, для досягнення якої мали б відбутися зміни в регулюванні сім'ї. NOW наголошувала на важливості зосередитись на структурних змінах сімейної сфери, щоб потім створити гендерну рівність у сфері освіти та на робочому місці. Сімейна сфера виступає каталізатором, без змін у ній жінки просто не мали б доступу до можливостей, які чоловіки вже мають. Франклін також зазначала, що гендерна нерівність серед американського населення в 60-70-х суттєво сприяла формуванню статуту цивільних прав Другої реконструкції.
Дебора Ротман, антрополог з Нотрдаму, аналізувала концепцію окремих сфер серед жителів Дірфілда, штат Массачусетс, наприкінці XIX - на початку XX ст. У цій громаді існував чіткий розподіл між чоловіками та жінками за допомогою «належного призначення», коли жінкам надавали місце проживання або сфери, а чоловікам - «економічно продуктивні сільськогосподарські землі». Чоловіки мігрували б далеко від жінок, якби сільське господарство вичерпувалось у даній сільськогосподарській площі. Коли чоловіки переїжджали на роботу поза домом, жінки почали адаптуватися до економічної атмосфери та отримувати більше можливостей у публічній сфері разом із усіма чоловіками, які працюють в інших місцях. Ці жінки незабаром мали різні ролі в державній та приватній сферах Дірфілда. Коли рівні права стали частиною ідеологічних рамок Дірфілда, жінки опинились на виборах у шкільних радах, працювали над муніципальними водними проєктами та у зборах коштів, як це робили чоловіки до них. Незважаючи на традиційне розуміння кінця XIX - початку XX ст. абсолютно окремих державних та приватних сфер, спільнота Дірфілда кинула виклик цим "дихотоміям домоволодіння" та відкрила шлях до рівних прав чоловіків та жінок.

## Витоки та впливи

### Біологічний детермінізм
На поділ сфер сильно вплинув біологічний детермінізм: хибне уявлення про те, що жінки та чоловіки природно підходять для різних соціальних ролей завдяки своєму біологічному та генетичному складу. Ідея біологічного детермінізму була популярною в епоху Просвітництва та серед таких мислителів, як Жан-Жак Руссо, який стверджував, що жінки за своєю суттю відрізняються від чоловіків і повинні присвятити себе відтворенню та побутовому розвитку. Жінки вважалися пасивними, залежними від чоловіків і через їх репродуктивну здатність були непридатними для життя поза домогосподарством. Руссо описав основні обов'язки жінок в "Емілі, або Про виховання", заявивши, що «загальна освіта жінок повинна плануватися по відношенню до чоловіків. Щоб догоджати чоловікам, бути корисними для них, завойовувати їх любов і повагу, виховувати їх у дитинстві, піклуватися про них як про дорослих, виправляти і втішати, робити їх життя солодким і приємним; це обов'язки жінок у будь-якому віці, і цьому їх слід навчати з дитинства».
Поширені вірування про невід'ємні статеві відмінності залишалися глибоко вкоріненими в народній свідомості протягом усієї епохи Прогресивного розвитку. Однак на початку 20 століття антропологи-дисиденти та інші соціологи почали кидати виклик біологічному детермінізму людської поведінки, виявляючи велику схожість між чоловіками та жінками та припускаючи, що багато статевих відмінностей є сконструйованими соціально. Незважаючи на ці нові уявлення та соціальні та економічні зміни, такі як вступ жінок до робочої сили, ідеологія окремих сфер не зникла.

### Інші впливи
Прив'язка жінок до приватної сфери була посилена культурними та правовими механізмами, такими як відсутність виборчого права серед жінок, юридичні заборони жінкам, які займаються такими професіями, як медицина та право, та знеохочення отримувати вищу освіту.
Рішучу підтримку поділу сфер отримали антисуфражисти, які спиралися на поняття невід'ємних статевих відмінностей, щоб стверджувати, що жінки непридатні для участі в політичній діяльності. Антифеміністичні чоловічі групи наприкінці 19-го та на початку 20-го століття в США реагували на соціальні зміни та зміни гендерних відносин, виступаючи за повернення до суворого розподілу сфер, яке не дозволило б жінкам конкурувати з чоловіками у публічній сфері.
Подібним чином християнські фундаменталісти підтримували ідеологію окремих сфер і виступали проти виборчого права жінок, а також проти інших спроб розширити вплив жінок у публічній сфері. Встановлено, що теологічний консерватизм стабільно впливає на підтримку ідеології окремих сфер. Провідні євангелісти пропагували погляд на жіночість, який посилював гендерний поділ. Дослідження Томаса Гісборна про обов'язки жіночої статі (1797) та "Повний обов'язок чоловіка" (1763) Генрі Венна були двома популярними євангельськими текстами, які описували "належну" поведінку чоловіків та жінок, стверджуючи, що головним обов'язком жінки є дбати про тих, хто в її домашньому колі, і слухатися чоловіка.

## Наслідки
У своїй роботі «Окремі сфери або спільні домініони» Кеті Росс припускає, що ідеологія окремих сфер мала неоднозначний вплив на життя жінок. Вона стверджує, що хоча «було очевидно, що жінки повинні бути підлеглими, а будинок і діти - їх сферою», поділ сфер дав можливість жінкам «звертатися до інших жінок у сестринстві, солідаризуватись, на спільних підставах домоволодіння».
З нечисленних позитивних впливів, ідеологія окремих сфер сприяла роздільному навчанню і, як наслідок, гендерній диференціації навчальних закладів, як-от як жіночі семінарії і жіночі коледжі в області вищої освіти. Зростання педагогічної діяльності як жіночої професії також було тісно пов'язане з ідеологією окремих сфер, оскільки жінок стали вважати однозначно кваліфікованими в управлінні класами. В університетах спільної освіти наприкінці 19 століття поділ сфер сприяв появі житлової економіки як галузі вдосконаленого вивчення жіночої сфери.
Незважаючи на те, що це створило простір для академічного та професійного розвитку жінок, поділ сфер також послужив приводом для утримання жінок від сфер, не позначених як "жіночі".

## Сучасні дослідження
Жаклін Генке з Арканзаського державного університету 2013 року досліджує історію моделі окремих сфер у США. Вона зазначає, що між 1820 і 1860 роками (період, який іноді називали зорею окремих сфер) для сімей з матір'ю та батьком були звичними три моделі виховання:
1. Обов'язки батьків - це відповідальність матері,
2. Обов'язки батьків виокремлюються на батьківські та материнські,
3. Обов'язки батьків порівну розподіляються між матерями та батьками.

За словами Генке, багато книг для батьків цієї епохи пропонували матерям нести основну відповідальність за своїх дітей. Деякі книги стверджували, що матері та батьки повинні мати окремі обов'язки щодо виховання дітей або повністю рівний розподіл обов'язків щодо виховання дітей. Генке стверджує, що навіть на зорі окремих сфер поради щодо виховання не були монолітними. Крім того, реалії батьків та родин у цю епоху були більш різноманітними, ніж ідеали батьківських книг.